# كروي دي فير
كروي دي فير (بالإنجليزية: Croix de Fer)‏ هو أحد جبال سلسلة كتلة مونت بلاك وجزء من القمة الأم مون بلون يقع في كانتون فاليز، سويسرا. يبلغ ارتفاع الجبل حوالي 2343 متر، بينما يبلغ ارتفاع نتوء الجبل 143 متر.